# Kilmacduagh
Kilmacduagh è un piccolo villaggio nel sud della contea di Galway, nei pressi di Gort, in Irlanda. È conosciuto soprattutto per l'abbazia di Kilmacduagh, che fu sede della diocesi omonima, ora parte della diocesi di Galway e Kilmacduagh per la Chiesa cattolica e della diocesi di Limerick e Killaloe per la Chiesa d'Irlanda. La chiesa abbaziale, già una cattedrale, ora è in rovina.

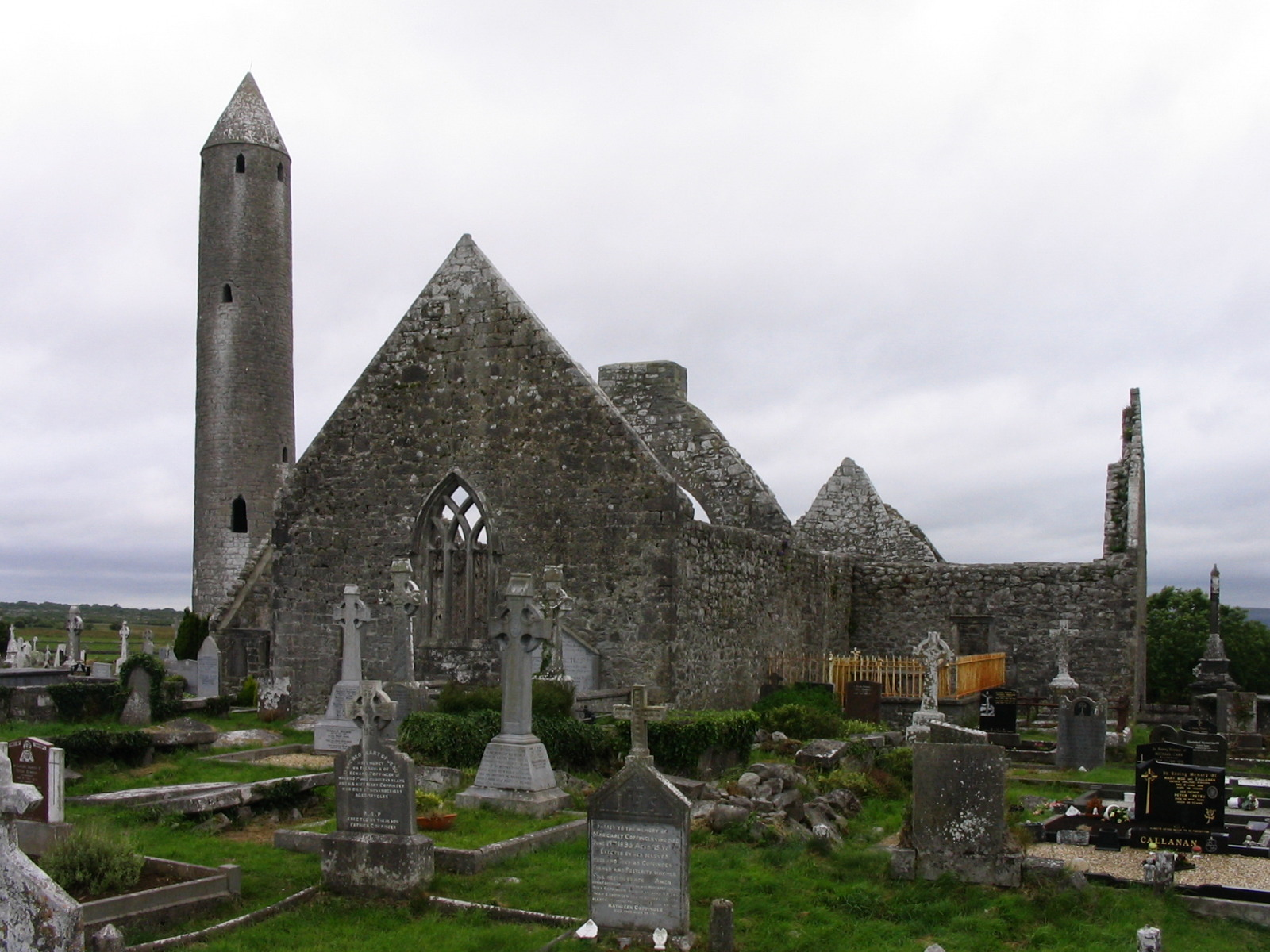
La cattedrale di Kilmacduagh